# 蘭尼爾斯通岩
蘭尼爾斯通岩（英語：Runnelstone Rock），是南極洲的岩石，位於葛拉漢地的葛拉漢海岸，處於拉魯伊島西北面6公里和加西亞角西南面30公里，由英國探險隊繪入地圖，現時由南極條約體系管理。